# Ontário Central
Ontário Central ou Centro de Ontário (em inglês: Central Ontario) é uma região secundária do sul de Ontário, na província canadense de Ontário, situada entre a baía da Geórgia e o extremo leste do lago Ontário. A população da região era de 1.123.307 em 2016; no entanto, esse número não inclui um grande número de moradores de casas de campo sazonais, que em épocas de pico do ano aumentam a população para mais de 1,5 milhão.